# Malaicoccus takahashii
Malaicoccus takahashii  (лат.) — вид мирмекофильных насекомых-кокцид рода Malaicoccus из семейства мучнистые червецы (Pseudococcidae).

## Распространение
Юго-Восточная Азия: Малайзия (Malaya).

## Описание
Микроскопического размера мучнистые червецы (длина 1-2 мм).

Питаются соками растений Palaquium obovatum (Sapotaceae).
Ассоциированы с муравьями (Formicidae).
Вид был впервые описан в 2002 году энтомологом Д. Уилльямсом (Williams, D.J.) и назван в честь японского биолога Р. Такахаси (Takahashi, R.).